# Alexander Těrechov
Alexander Těrechov (rusky Алеkcaндеp Терехов, 23. června 1896 Poltava – 16. listopadu 1969 Praha) byl ruský a sovětský architekt ukrajinského původu, naturalizovaný v Československu.

## Život
V letech 1913–1916 studoval architekturu v Petrohradě. Po roce 1918 emigroval do Československa, v letech 1922–1925 studoval architekturu na ČVUT v Praze, žil v Praze až do své smrti, projektoval rodinné domy a vily ve stylu funkcionalismu.

## Dílo (výběr)
- Vlastní vila Alexandra Těrechova, Střešovická čp. 747/46, Praha 6 – Střešovice
- Vila grafika Jana Konůpka, Střešovická čp. 748/48, Praha 6 – Střešovice
- Vila, Střešovická čp. 750/52, Praha 6 – Střešovice
- Vila Fröhlichových, Na Petřinách č. 7, Praha 6 - Břevnov (zbořena roku 2018)
- Rodinný dům Nad Šárkou čp. 1513, Praha 6 – Vokovice
- Rodinný dům Nad Šárkou čp. 1514, Praha 6 – Vokovice[1]